# Marie Adrien Lavieille
Pour les autres membres de la famille, voir Famille Lavieille.
Marie Adrien Lavieille (22 novembre 1852 à Paris - 13 mars 1911 à Paris), née Marie Petit, est une artiste peintre française. 

## Biographie
Née à Paris le 22 novembre 1852, Marie Petit étudie la peinture auprès de son père, le peintre décorateur Jean-Jacques Petit, ainsi que de Joseph Blanc.
Elle a exposé dès 1876, et par la suite très régulièrement, au Salon, devenu en 1881 Salon des artistes français, et également, de 1886 à 1906, au Salon de l'Union des femmes peintres et sculpteurs.
Elle épouse en 1878 le peintre Adrien Lavieille, un ami de son père et signe dès lors ses oeuvres sous le nom de Marie Adrien Lavieille.
Elle est une peintre intimiste, particulièrement douée pour le portrait et les natures mortes. Cependant, son œuvre est très diverse, et reflète beaucoup des thèmes de la peinture et de la vie de son époque. En dehors des portraits – notamment de son père, Jean-Jacques Petit, peintre décorateur, du peintre Adrien Lavieille, qu'elle épousa en 1878, de leur fille Andrée Lavieille, qui devint aussi peintre, etc., ou bien un autoportrait, qu'elle fit en 1870, alors qu'elle n'avait que 18 ans –, et des natures mortes, elle réalisa des intérieurs, quelques paysages, des scènes de la vie quotidienne, en particulier concernant les enfants : L'anniversaire, Sortie de classe, Maternité, Prière pour l'absent, etc.
Marie Adrien Lavieille a enseigné à partir de 1879 le dessin dans des écoles de la Ville de Paris.

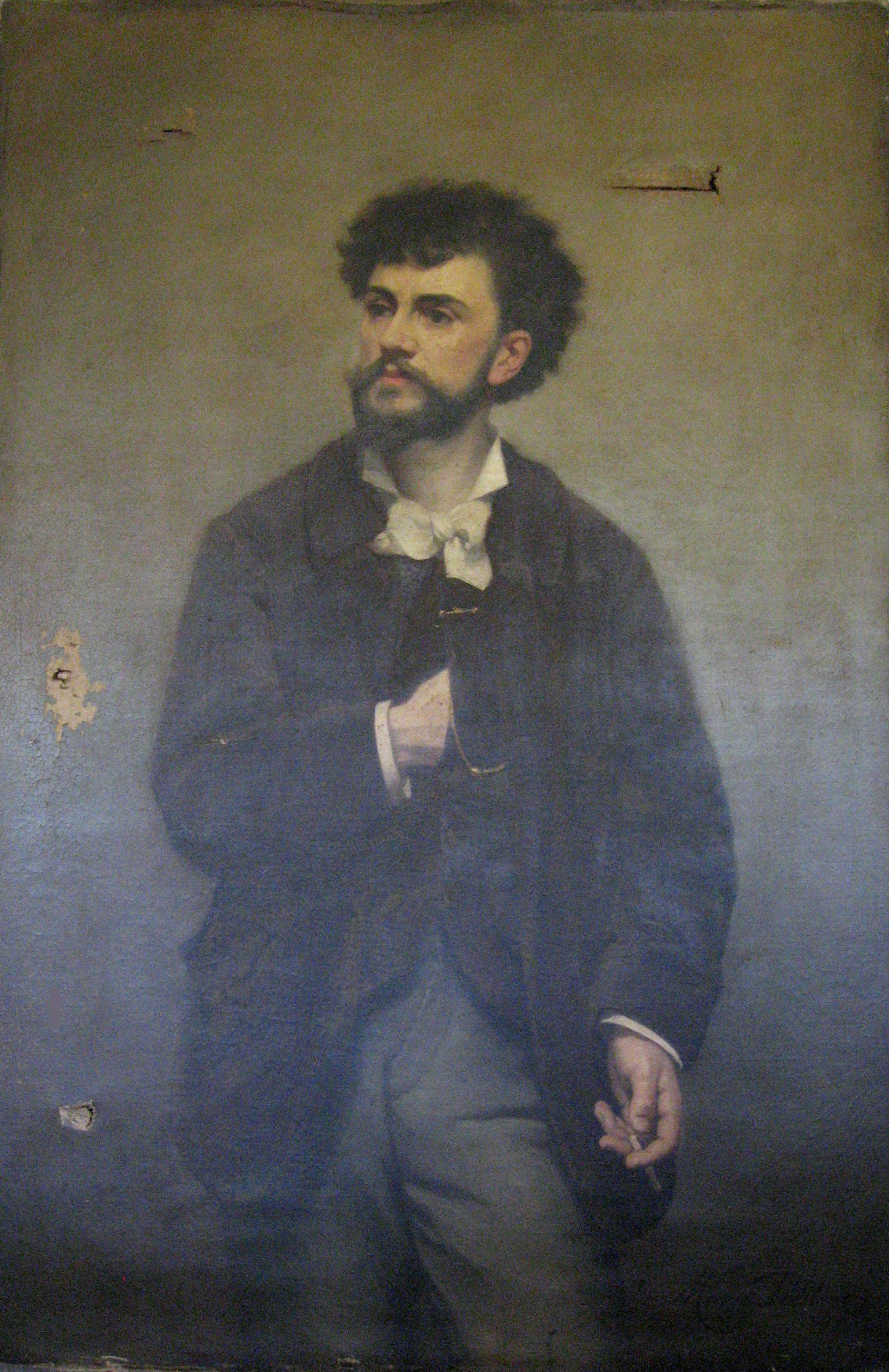
Portrait d'Adrien Lavieille, 1879, collection privée
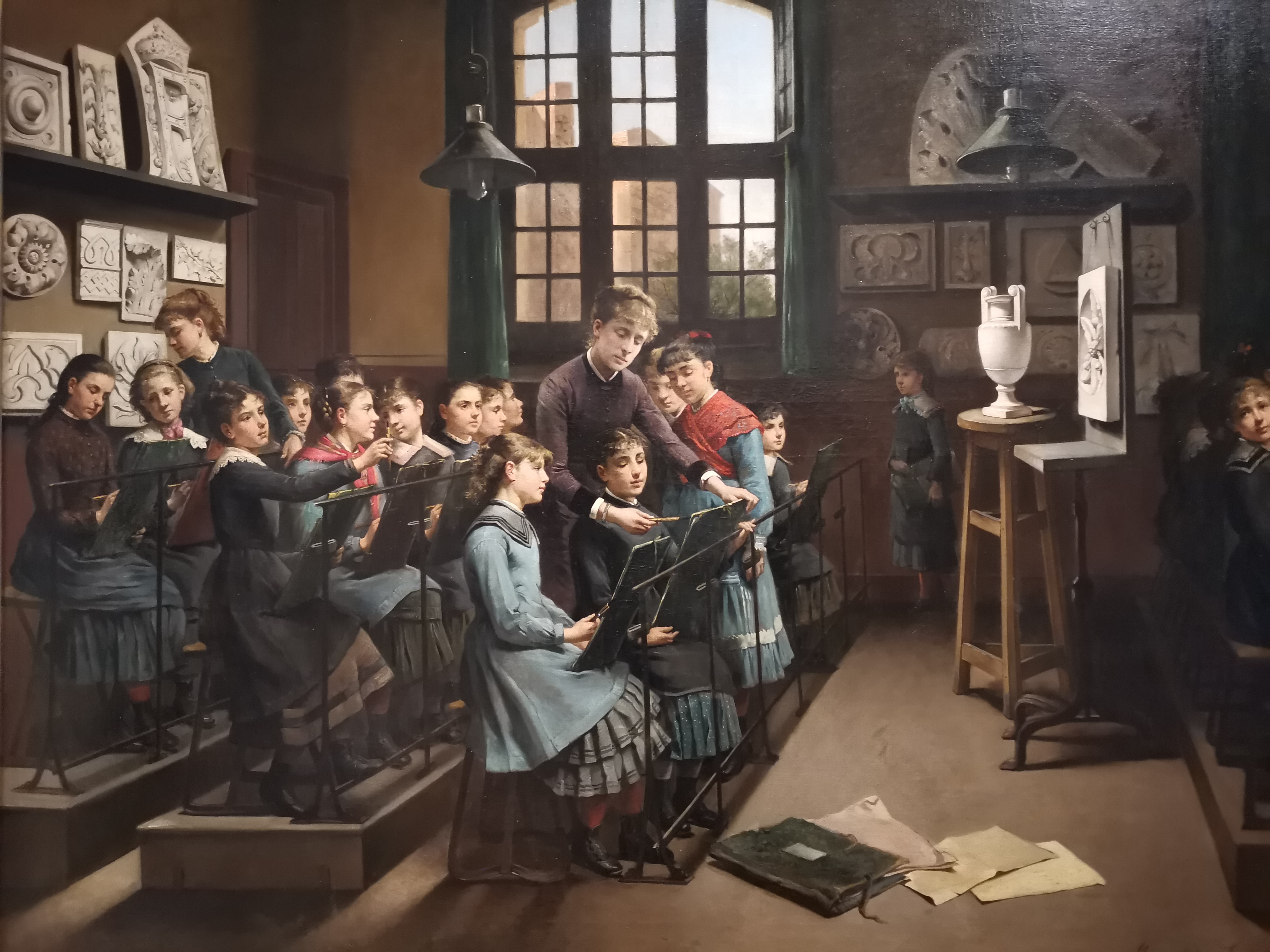
Cours de dessin dans une école communale de jeunes filles à Paris, 1895, (Paris, musée Carnavalet)